# 宋欽 (正德進士)
宋欽（1489年—1545年），字敬夫，號西巖，直隸大名府開州人，民籍，明朝政治人物。賜進士出身。

## 生平
其先真定人，曾祖宋郁在永樂年间徙居開州慎德坊，僑居郭氏，遂改姓郭。後來其子宋恕復原姓。
正德十一年（1516年）丙子科順天府鄉試第八十名舉人。正德十二年（1517年）中式丁丑科會試第三百十八名，登第二甲第七名進士。户部观政，授户部貴州司主事，十六年升员外郎，八月十五日丁父憂，免喪，起補刑部雲南司员外郎，嘉靖三年（1524年）十二月升山西按察司佥事，不久分巡雲中兵备，官至四川按察司副使、兵备建昌。因得罪兵部尚書，被論罢归。嘉靖二十四年卒于家，年五十七。

## 家族
曾祖宋郁；祖父宋恕；父宋寶，母張氏。具庆下。弟宋铨。子宋其治。